# Parla sayaguesa
La parla sayaguesa, parla de Sayago o sayagués, és una varietat local de l'asturlleonés, llengua romanç històrica de l'antic Regne de Lleó, Astúries i Extremadura i que hui sobreviu a Astúries i en algunes zones de Lleó, Zamora i Salamanca i del districte portugués de Bragança.

## Introducció
Sayago és una comarca de la província de Zamora. Limita a l'oest amb Portugal, amb la província de Salamanca pel sud i les comarques zamoranes de Tierra del Vino a l'est i Aliste i Tierra del Pan al nord. Els límits septentrional i occidental els assenyala el riu Duero i el meridional el Tormes.
El terme sayagués, entés com a parla o idioma, el defineix el DRAE com la “parla rústica considerada dialecte lleonés de la comarca de Sayago, utilitzada per personatges vilans en el teatre espanyol dels s. XV al XVII”.
Històricament, però, el sayagués o parla sayaguesa és una realitat sociolingüística, enclavada com a parla dins de l'asturlleonés o parla romanç vernacla pròpia dels territoris que ocupen actualment les províncies de Lleó, Zamora i Salamanca.

## Elsayaguésliterari
L'estima del sayagués per la seua llengua, propiciada per l'aïllament geogràfic, el dugué durant segles a ser considerat com una persona maldestra en la seua expressió lingüística castellana, situació sociolingüística que es popularitzà com a prototip d'ineficàcia, de manera que autors espanyols com Lucas Fernández o Sánchez de Badajoz usaren el mot “sayagués” de manera pejorativa.
Apareix llavors el sayagués literari, en què el sayagués s'utilitza com a paradigma rural i tosc, exagerant expressions que finalment no tenien res a veure amb la mateixa variant asturlleonesa. Exemples d'aquesta tendència es troben en obres d'autors com Lope de Rueda, Juan del Encina i en obres com Coplas de Mingo Revulgo o en El Quixot de la Manxa quan Sancho diu:
 “…doncs sàpiga que no m'he criat en la cort, ni he estudiat a Salamanca, per saber si afig o lleve alguna lletra als meus vocables. Sí que, Déu em valga, no s'ha d'obligar al sayagués a parlar com el toledà; i toledans pot haver-hi que no filen massa prim en açò de parlar fi…”.
Romance de Gallinato
Señor Ri, Dius vos mantienga
Y á ñuesa reina además,
Pues que tal fiyo ños das, 
Que sigros de vida tienga.
Ño ha quedado, ño par Dius 
En ʃayago ʃayagues,
Que ño vos faga entremes
Porque vos llu guarde Dius.
La ñobre ñiversidá
Della vuesa Salamanca
Ño vos anda endebre y manca,
Que par Dius vallente está.
Es el vivo Barrabas
La ñiversidá, vos fabro,
Fecho ha fechos del diablo,
On mas que ʃayago, mas.  
Respecte a aquesta darrera cita d'El Quixot, destaquen els comentaris que sobre el sayagués publicà Bastús y Carrera el 1834, quan escrigué que:

Entre Zamora i Ciudad Rodrigo, prop de Ledesma, hi ha un territori anomenat Sayago, que es compon de més de seixanta pobles. Al segle passat no sols s'anomenava terra de Sayago, sinó de Fayago, i els nadius s'anomenaven també fayaguesos, com diu En Manuel de Herrera Galinato. N'eren els habitants, insinua, toscs en vestir i en la parla. La seua llengua era una mena de variant escassa en mots, que se'n componia d'alguns de llatins corromputs, d'altres de castellans, antics com moderns, i d'altres de desconeguts, potser inventats pels nadius, i en desfiguraven, d'altra banda, molts amb la seua pronúncia rústega. Aquesta informació és de l'esmentat Galinato, que la refereix en el certamen fet a Salamanca l'any 1630, amb motiu de les festes de la universitat pel naixement del príncep En Baltasar Carlos.
La generalització i consolidació del sayagués inventat o sayagués literari ens porta al fet que respongués a unes característiques que Alonso Hernández sintetitza en:
- Utilització d'arcaismes (her, do, ansí).
- Conservació de la efa inicial (fablar, falló, farina).
- I, viceversa, aparició de hac fins i tot en casos com huerte, Helipe...
- Pèrdua de la de final en els imperatius (Decí!).
- Utilització de pretèrits en OREN (bailoren, dijoren).
- Ús de la E paragògica (felice, cantárone).
- Utilització molt freqüent d'interjeccions (Pardiez! hideputa!).
- Invenció de sants més o menys ridículs (San Pego, San Contigo).
- Utilització de termes en desús (pescudar) o mal emprats (“endilgadme” per ensenyeu-me).
- Utilització de termes marcadament rústics com el tòpic “quillotro” i tots els seus composts i derivats.
- Abundant ús de refranys.

## El sayagués dels s. XX i XXI
Els primers estudis lingüístics d'un cert rigor sobre l'asturlleonés provenen d'Alfred Morel-Fatio. Posteriorment autors com Ramón Menéndez Pidal o Miguel de Unamuno donaren un enfocament diferent del sayagués, mostrant-ne una imatge diferent en la literatura.
Miguel de Unamuno, en el seu assaig Los arribes del Duero (1911), escriu:
 
“Duc un temps replegant elements per a un estudi de la parla popular, o millor, de les parles populars de la regió salamanquina, i com més material amuntegue, més vast em sembla el que queda fora de la meua diligència. Allò que en la història de la literatura espanyola es coneix amb el nom de dialecte sayagués, el llenguatge en què estan escrites les farses i èglogues que a la fi del segle xv escrigueren  Lucas Fernández y Juan del Encina, la parla rústega del famós Auto del Repelón, no és sinó lleu mostra d'un dialecte que s'avortà ací, i del qual encara hi ha rastres. En resta més a Portugal, en allò que anomena dialecte mirandés el senyor Leite de Vasconcelhos, conservador de la Biblioteca Nacional de Lisboa, que ha publicat dos grossos volums d'Estudos de Filologia mirandesa.
…
Si Déu em dona vida i salut, pense dedicar a aquesta parla un estudi, i llavors es veurà quins girs preciosos, quines vigoroses expressions, quines dites decideres –com es diu ací-, quins vocables característics corren de boca en boca del poble, inadvertits pels doctes, i quina llum tan viva pot llançar aquest estudi sobre el coneixement de la nostra llengua castellana literària, derrenglada i esquifida per la vida de ciutat.”
Els estudis sistemàtics, però, sobre la parla de Sayago són els realitzats, entre d'altres, pel romanista alemany Fritz Krüger i el sociolingüista sayagués Borrego Nieto.
Krüger viatjà a l'estat espanyol el 1912 i, després d'obtenir carta de recomanació de Miguel de Unamuno, feu entrevistes sobre la parla de la zona en localitats lleoneses i zamoranes. A la comarca de Sayago, a la província de Zamora, els treballs de camp efectuats revelaren un ús residual de la parla sayaguesa. El resultat global de les seues recerques el publicà el 1914: Estudi foneticohistòric dels dialectes espanyols occidentals. Aquesta obra, al seu torn, ha estat traduïda i publicada el 2006 per l'Institut d'Estudis Zamorans Florián de Ocampo, acompanyada d'un estudi preliminar de González Ferrero i un mapa de les zones on Krüger dugué a terme la recerca.
Destaquen, però, els exhaustius treballs de recerca que sobre la parla sayaguesa ha realitzat el sociolingüista sayagués Borrego Nieto. Entre aquests cal citar: Norma i dialecte en el sayagués actual, Sociolinguística rural: recerca a Villadepera de Sayago, La situació sociolinguistica d'una comunitat rural: Villadepera de Sayago, i articles com "El dialecte lleonés a la província de Zamora".
L'aïllament de Sayago ha permés que el sayagués haja perdurat fins als nostres dies, malgrat haver perdut el caràcter de llengua vehicular a favor del castellà. Així i tot, hui gran part de la població, especialment la més major, conserva molts mots, girs i expressions sayagueses, relacionats sobretot amb elements domèstics o activitats tradicionals, en especial amb l'agricultura i ramaderia.

## Trets diferenciadors
- A nivell consonàntic
  - Conservació de la f- inicial llatina que en moltes ocasions, sobretot al sud de la comarca, s'aspira: 
    - /f/: facer, forno, farina, fenda, ferver, feno, forcado.
    - /h/: jembra, jincar, jocico.

  - Palatalització inicial de "l" : llagona, llobo, llombo, llágano, llirón.
  - Resultat lleonés "i" per a –K’L-, T’L-, -G’L-, LY: graya, orbayu, foya, sartigayo. De vegades cau davant vocal palatal: abea, abiraruco.
  - Conservació del grup llatí -mb-: llombo, lamber, cambas.
  - "Tx" com a resultat en alguns casos dels grups inicials PL-, KL-, FL: chano, chave, chamatiella. Però el general n'és "ll": enllenar, llánduna, lluver.
  - "Tx" com a solució dels grups -IT -KT: fenecho, lechi, nochi.
  - PL, BL, GL, CL, donen pr, br, gr, cr: branco, robre, pranta, ombrigo, praza, estabro.
- A nivell vocàlic
  - Tancament vocàlic de "e" i "o" àtones, de vegades pronunciades com a "i" i "u": redi, rudilla.
  - Conservació en alguns pocs casos del diftong decreixent /ei/: veiga, estaleiro, zumbeira, fugueira. Freqüent en la conjugació: coméi, pasaréi, hei, vei; així com el diftong /ai/: tomái, quedái, pasái.
  - Conservació en alguns casos del diftong /ié/ davant lateral palatal: aviespa, mierla, priesa.
  - Conservació de –e final després de dental, alveolar, etc.: rede, parede, sede, vide, foci.
- A nivell semàntic
  - El vocabulari de l'asturlleonés es manté en tot el que concerneix les tasques tradicionals i els noms d'animals i plantes: adil, bricio, cortina, jera, pardal, pega, lluntria, jimbro, sabuguero, la manzanal.
- Vulgarismes: és costum masculinitzar les coses amb la finalitat d'empetitir-les o fins i tot de menysprear-les. Exemples col·loquials en serien "cortino", "callejo","yerbo"... en contraposició a "cortina", "calleja", "yerba"...

## Estatus legal
Com a part del domini lingüístic asturlleonés, el sayagués es troba teòricament protegit per l'article 5.2 de l'Estatut d'autonomia de Castella i Lleó, que assenyala que "el lleonés serà objecte de protecció específica per part de les institucions pel seu particular valor dins del patrimoni lingüístic de la comunitat. La seua protecció, ús i promoció seran objecte de regulació". No s'ha desenvolupat posteriorment, però, la legislació necessària per poder fer efectiva aquesta protecció i promoció de l'asturlleonés per part de les institucions autonòmiques, fet que motivà la presentació d'una proposició no de llei en les corts autonòmiques al maig de 2010, amb què se sol·licitava la legislació per fer efectiva la protecció de l'asturlleonés que recull l'estatut, aprovada per unanimitat dels procuradors presents; malgrat això la Junta de Castella i Lleó no l'ha desenvolupada encara.